# Super Cup Massi
La Super Cup Massi és una prestigiosa competició d'XCO d'alt nivell formada per sis proves de categories UCI HC, C1 i C2. Un circuit que puntuarà per a la Copa Catalana Internacional BTT Biking Point amb una puntuació superior a la resta de proves. La Super Cup Massi és exclusiva per a les categories masculines i femenines Elit, Sots-23 i Júnior. La Super Cup Massi compta amb una classificació independent de la Copa Catalana Internacional BTT Biking Point, a la qual hi participen totes les categories des de cadet fins a Màster-60.
La primera prova de la Super Cup Massi acostuma a iniciar la temporada ciclista a Banyoles en un context de categoria Hors Class (HC), on els i les millors ciclistes del món hi participen. El segon esdeveniment de la competició de cross-country olímpic ve seguida de la prova de la localitat maresmenca de Santa Susanna. Posteriorment, se sol celebrar la cita de la capital catalana, a Barcelona. El quart episodi de la Super Cup Massi acostuma a tenir lloc a Vallnord (Andorra) o bé, a Girona (Sea Otter Europe).

## Història
| 2019                      | 2019 | 2020                      | 2020 | 2021                      | 2021   |
| ------------------------- | ---- | ------------------------- | ---- | ------------------------- | ------ |
| Banyoles                  | HC   | Banyoles                  | HC   | Banyoles                  | HC     |
| Sta. Susanna              | C1   | Girona - Sea Otter Europe | C1   | Sta. Susanna              | CRI+C1 |
| Barcelona                 | C1   | Sta. Susanna              | C1   | Barcelona                 | C1     |
| Girona - Sea Otter Europe | C1   | Barcelona                 | C1   | Vallnord                  | C1     |
| Vallnord                  | C1   |                           |      | Girona - Sea Otter Europe | C1     |